# Acanthastrea subechinata
Acanthastrea subechinata е вид корал от семейство Mussidae. Видът е почти застрашен от изчезване.

## Разпространение
Разпространен е в Австралия, Американска Самоа, Виетнам, Египет, Еритрея, Израел, Индонезия, Йордания, Китай, Мадагаскар, Малайзия, Папуа Нова Гвинея, Провинции в КНР, Самоа, Саудитска Арабия, Сингапур, Соломонови острови, Судан, Тайван, Тайланд, Фиджи и Филипини.